# Sonet

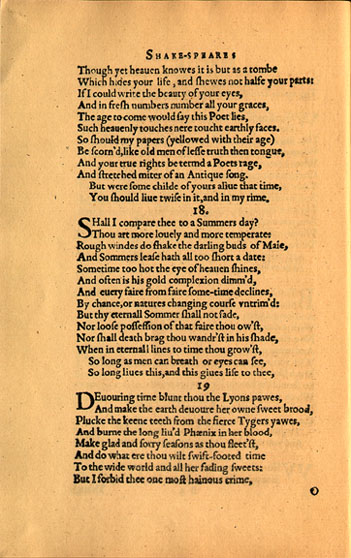
Kopia pierwszego druku XVIII sonetu Williama Szekspira

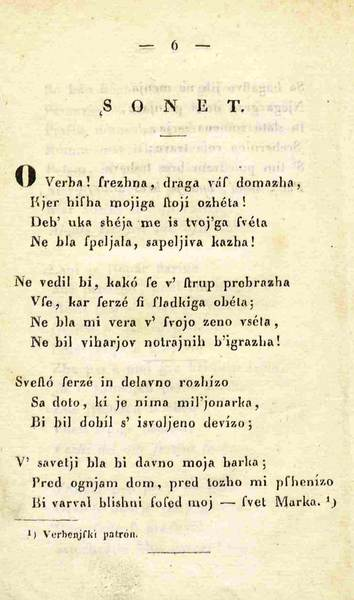
Sonet Francego Prešerena wydrukowany w czasopiśmie Kranjska čbelica w oryginalnej słoweńskiej ortografii z I połowy XIX

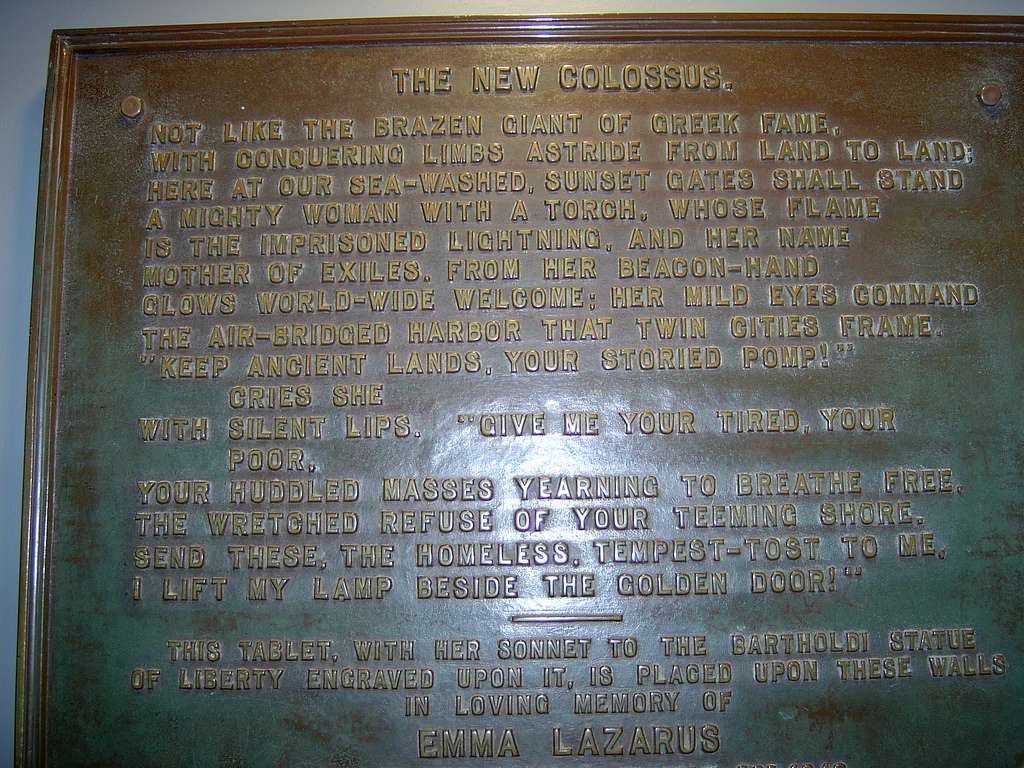
Spiżowa tablica z sonetem Emmy Lazarus The New Colossus

Sonet – kunsztowna kompozycja poetyckiego utworu literackiego, złożona z 14 wersów zgrupowanych w dwóch czterowierszach (tetrastychach), rymowanych zwykle abba abba i dwóch trójwierszach (tercynach). Pierwsza zwrotka zwykle opisuje temat, druga odnosi go do podmiotu wiersza, a tercyny zawierają refleksję na jego temat.
Forma ta ukształtowana została we Włoszech w XIII – XIV wieku na podstawie wzorów z poezji ludowej. Twórcą sonetu jest poeta szkoły sycylijskiej Iacopo (Giacomo) da Lentini. Po nim sonet rozwijali Guido Cavalcanti, Guido Guinizelli, Dante Alighieri i Francesco Petrarca. W okresie renesansu sonety pisał Michał Anioł; wymieniał sonety z Vittorią Colonną.
W XV – XVI w. sonet upowszechnił się w całej Europie, stając się jedną z głównych form literackich odrodzenia, zwłaszcza w poezji francuskiej, np. Pierre’a Ronsarda i Joachima du Bellaya. W Hiszpanii sonety pisali m.in.: Juan Boscán Almogaver, Garcilaso de la Vega, w Portugalii: Francisco de Sá de Miranda i Luís de Camões, w Anglii – Thomas Wyatt, Henry Howard (Surrey), Philip Sidney, Edmund Spenser, William Szekspir i Samuel Daniel.
W odmianie włoskiej sonetu dwie ostatnie zwrotki mają rymy podwójne (cdd cdc, cdc dcd itp.) tak ułożone, by nie można ich było zamienić na czterowiersz i dwuwiersz. W odmianie francuskiej, zapoczątkowanej w XVI wieku przez C. Marota, przy zachowaniu układu graficznego dwóch ostatnich zwrotek ich rymy układają się w czterowiersz i dwuwiersz (np. cdc dee). W odmianie angielskiej (sonet szekspirowski) wprowadzony został wizualny podział na trzy czterowierszowe zwrotki i jedną dwuwierszową oraz zmieniony został układ rymów w początkowych czterowierszach (abab cdcd efef gg). Angielski poeta romantyczny Percy Bysshe Shelley wprowadził sonet tercynowy (aba bcb cdc ded ee), stosując go w cyklu Oda do wiatru zachodniego. Cykl ten przełożył na język polski Jan Kasprowicz, który tercynowy model sonetu zastosował w swoim oryginalnym cyklu Cisza wieczorna.
Sonety są zazwyczaj układane wierszem o średniej długości, zwłaszcza jedenastozgłoskowcem (włoski endecasillabo) lub trzynastozgłoskowcem (francuski aleksandryn). W literaturze angielskiej i w innych literaturach północnoeuropejskich w roli tworzywa sonetu występuje przeważnie pentametr jambiczny.
Pierwsze sonety w poezji polskiej (Mikołaj Sęp Szarzyński) nawiązywały do wzorów francuskich, dopiero w XVII wieku ustaliła się ostatecznie włoska forma sonetu (Jan Andrzej Morsztyn). Włoski model sonetu stosował Sebastian Grabowiecki.
Jednakże już u Jana Kochanowskiego można odnaleźć nawiązania do dwóch odmiennych form sonetu we Fraszkach, a mianowicie w utworach: Do Paniej (I, 97), Do Franciszka (II, 105), Do Stanisława Wapowskiego (III, 24).
Powtórny rozkwit sonetu jako gatunku miał miejsce w romantyzmie (William Wordsworth, John Keats, Aleksandr Puszkin, Heinrich Heine, Adam Mickiewicz, Juliusz Słowacki, Stefan Garczyński, France Prešeren). Bogatą twórczość sonetową przyniósł francuski parnasizm (Charles Baudelaire), w Polsce – Adam Asnyk, Maria Konopnicka, Felicjan Faleński. Formę tę ceniono także w okresie modernizmu i Młodej Polski (Jan Kasprowicz, Kazimierz Przerwa-Tetmajer, Leopold Staff). Kasprowicz pisał sonety składające się z oktawy i sekstyny (cykl Na jeziorach włoskich). W Stanach Zjednoczonych sonet kultywowali Henry Wadsworth Longfellow i Emma Lazarus, która napisała zapewne najbardziej znany sonet amerykański Nowy kolos. W dwudziestym wieku sonety pisali między innymi Antun Gustav Matoš, Rainer Maria Rilke, Federico García Lorca, Vitězslav Nezval, Pablo Neruda, Milan Jesih i Aleš Debeljak. Jednym z najnowszych cykli sonetowych w literaturze polskiej są 44 sonety brynowskie Tadeusza Kijonki.
Najwięcej sonetów na świecie, według Księgi Rekordów Guinnessa, napisał polski poeta Jan Stanisław Skorupski. Ponad dwa tysiące sonetów napisał włoski poeta tworzący w dialekcie rzymskim Giuseppe Gioachino Belli. Piszący po czesku słowacki poeta Ján Kollár stworzył cykl Córa sławy, który w ostatniej redakcji składa się z 645 sonetów. Wreszcie portugalski liryk António Diniz da Cruz e Silva stworzył ponad trzy setki sonetów. Cztery księgi sonetów napisał czeski liryk Josef Svatopluk Machar. Natomiast amerykański poeta William Ellery Leonard już w XX wieku napisał cykl Two Lives, który obejmuje 250 sonetów.
Sonety często tworzą cykle. Specyficznym cyklem jest wieniec sonetów.